# دیماپور
دیماپور (به انگلیسی: Dimapur) یک شهر در هند است که در Dimapur district واقع شده‌است. دیماپور ۱۲۱ کیلومتر مربع مساحت و ۱۲۲٬۸۳۴ نفر جمعیت دارد و ۱۴۵ متر بالاتر از سطح دریا واقع شده‌است.